# Евсеев, Сергей Александрович
Сергей Александрович Евсеев (10 сентября 1882, Москва — 1959, Ленинград) — советский скульптор, живописец, художник театра. Заслуженный деятель искусств РСФСР (1947). Автор памятника В. И. Ленину у Финляндского вокзала.

## Биография

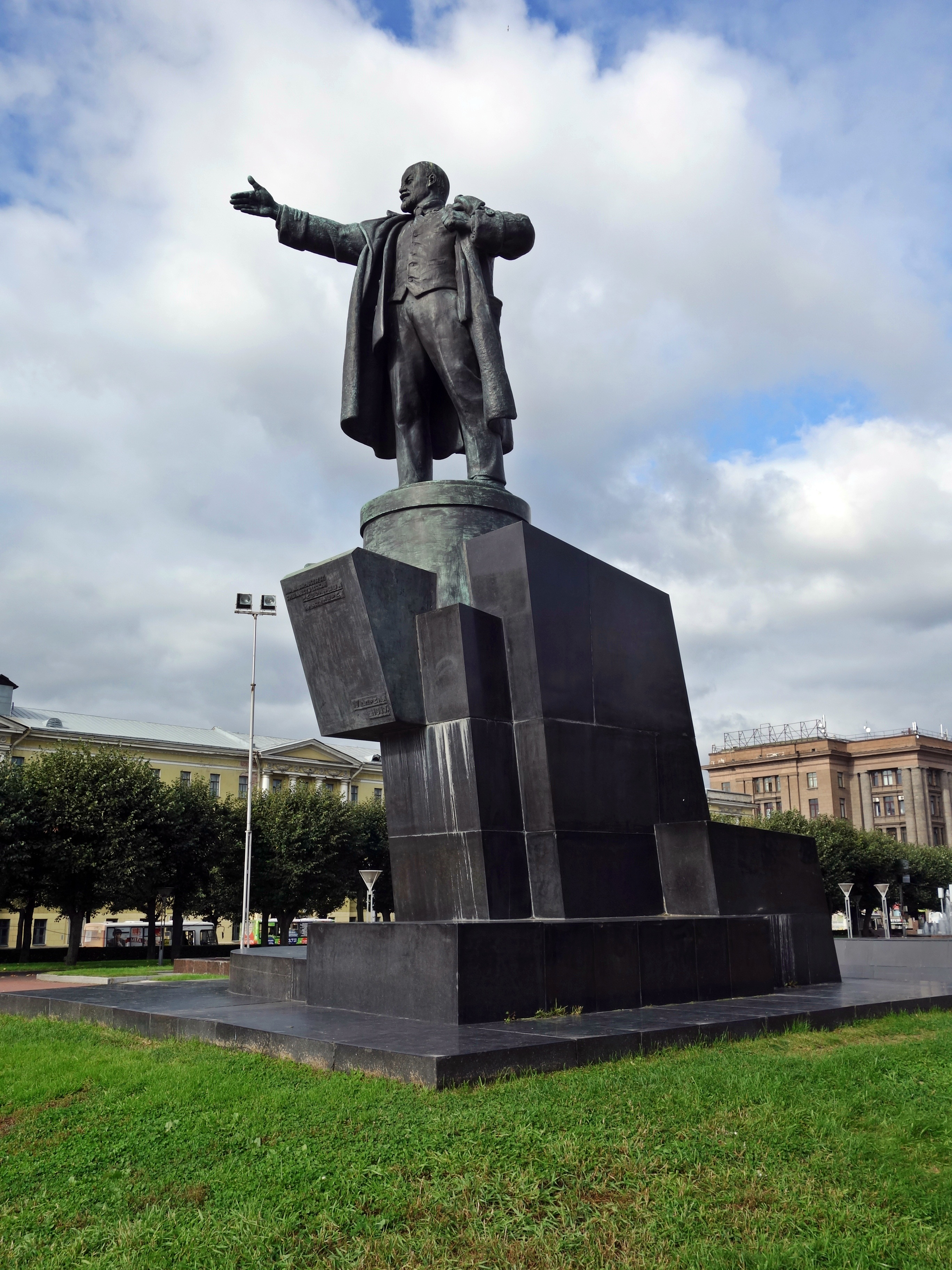
Памятник В. И. Ленину у Финляндского вокзала

Сергей Евсеев родился в Москве 10 сентября 1882 года. В 1896—1904 годах учился в Строгановском училище у К. А. Коровина. До 1907 года работал над монументальной декоративной скульптурой для общественных сооружений под руководством А. В. Щусева и Ф. О. Шехтеля. В 1907 году переехал в Санкт-Петербург. В 1910 году принимал участие в конкурсе проектов памятника генералу Скобелеву, был удостоен премии. С 1910 по 1917 год состоял в петербургском художественном объединении «Товарищество независимых», в 1916 году экспонировал свои работы на выставке.
Сергей Евсеев стал автором памятника В. И. Ленину у Финляндского вокзала (1924—1926, совместно с В. А. Щуко и В. Г. Гельфрейхом) — одного из первых в СССР. В 1929 году изготовил портретный барельеф на могиле А. Р. Кугеля на Литераторских мостках. В 1934 году выполнил бюсты К. Марксу и Ф. Энгельсу у Смольного. Занимался оформлением фасада здания Государственной библиотеки имени В. И. Ленина в Москве, выполнил горельефы писателей.
Как театральный художник занимался оформлением спектаклей совместно с К. А. Коровиным, А. Я. Головиным, А. Н. Бенуа и другими художниками. До 1907 году работал во МХАТе. После 1917 года занимался оформлением спектаклей в театрах Ленинграда, был заведующим декорационными мастерскими ГАТОБa. Во время блокады Ленинграда оставался в городе, выполнял работы по камуфляжу различных объектов. В частности, он изготавливал деревянные модели танков, используемые для дезинформации врага.
Скончался в Ленинграде в 1959 году. Похоронен на Красненьком кладбище (Вишняковская дорога, гранитная колонна с металлической лентой).

## Память
На фасаде дома № 17 по улице Союза Печатников в 1985 году была установлена гранитная мемориальная доска (архитектор Е. А. Жук). Надпись на мемориальной доске гласит:
В этом доме с 1909 г. по 1959 г. жил и работал известный советский скульптор, создатель памятника Владимиру Ильичу Ленину у Финляндского вокзала в Ленинграде Сергей Александрович Евсеев